# 大脇拓平
グイグイ大脇（グイグイ おおわき、1980年2月29日 - ）は、日本の元お笑いタレント。お笑いコンビ・大脇里村ゼミナール、お笑いトリオ・あしゅらの元ツッコミ担当。
兵庫県神戸市出身。元吉本興業（よしもとクリエイティブ・エージェンシー）所属。大阪NSC25期生。

## 人物
- 血液型：A型、身長：177cm、体重：67kg。
- 趣味：映画、漫画。
- 特技：英会話、擬音ギャグ。
- 「グイグイ」というギャグがあり、漫才で登場してすぐにやる。
- 父がカウボーイのため英語が得意。
- 同志社大学文学部を半年で中退。
- 2009年、一般人女性と結婚。2022年現在二児の父である。

### 大脇里村ゼミナール時代
- 2004年1月から2008年12月まで里村仁志（現・放送作家）とともに活動。

### ピン芸人時代
- 大脇里村ゼミナール解散直後、スーパーマラドーナの武智が名付けた「ダイナミック大脇」の名で活動していたが、約半年で本名の「大脇拓平」名義に改めた。

### あしゅら時代
- 2010年1月から、SAKUとウ・キリュウとともに活動開始。

### 再びピン芸人
- 2012年8月に再びピン芸人になり、「グイグイ大脇」の芸名で活動。
- 2018年6月4日、茨木市内の路上などで、10代後半の女性にわいせつな行為をしたとして、強制わいせつ容疑で逮捕[1]。24日、不起訴処分[2]。
- 2022年現在、吉本興業のHPには、所属タレントとしての彼の名前は掲載されていない。

## 芸風
- 鴨志田教授
  - 動物の生態を教授の風貌で説明するネタ。このネタで言うことはすべて事実である。
- さしすせそ
  - 調味料（砂糖、塩、酢、醤油、味噌）のように、いろいろなことを「さしすせそ」を使って説明するネタ。

## 出演
ピンでの出演のみ。大脇里村ゼミナール、あしゅらでの出演はそれぞれを参照。
- 千鳥のぼっけぇTV!（GAORA）
- ロケみつ ザ・ワールド（毎日放送、2013年4月25日・2013年6月20日 - 2014年3月20日） - 解答20連勝! 目指せ心斎橋! 名前なんナン!? ブログ旅
- ナモナイハナシ（YES-fm）
- 午後キュン（サンテレビ、2016年4月 - 2018年3月31日） - 「おじゃま中継」リポーター
- 情報スタジアム 4時!キャッチ（サンテレビ、2018年4月6日 - 6月1日） - 金曜日中継リポーター
- サンデーライブ ゴエでSHOW（MBSラジオ、2016年4月3日 - 2018年6月3日） -「グイグイ大脇グイグイングリッシュ!」中継リポーター
- 雨上がりのナニモン!?（関西テレビ）

## 単独ライブ
- 「グイグイ‼︎は地球を救う」（2013年2月9日、5upよしもと）